# Jannes
Jannes Wolters (Emmen, 26 juni 1973) is een Nederlandse zanger van het levenslied. Hij treedt op onder de artiestennaam Jannes en wordt vaak de "Koning der Piraten" genoemd vanwege zijn populariteit op piratenzenders.

## Levensloop

### Jeugd
Wolters werd geboren in een woonwagenkamp in Emmen en groeide op in Noordscheschut. Hij kwam via zijn muzikale familie op jonge leeftijd in aanraking met muziek.

### Carrière
In 1999 bracht Wolters zijn eerste single Ben jij bij me uit. Deze werd in eigen beheer opgenomen en kreeg enige bekendheid via piratenzenders. Kort daarna begon hij een samenwerking met producer en componist Martin Sterken, wat resulteerde in het debuutalbum Bella Bianca. Het tweede album van Wolters, Van Casablanca naar Napoli, betekende zijn landelijke doorbraak. Van dit album werden 30.000 exemplaren verkocht. Het derde album, Met jou kan ik het leven aan, verkocht 15.000 exemplaren.
Wolters trad in 2004 op tijdens het "Concert des Levens", een eerbetoon aan Johnny Hoes. Vanaf dat jaar verscheen ook zijn eigen realitysoap Gewoon Jannes op RTV Oost, die later werd uitgezonden door SBS6.
De albums Als het zonnetje schijnt (2005) en Laat me vrij (2006) werden geproduceerd door Emile Hartkamp. De single Ik kan met jou de hele wereld aan, speciaal geschreven door George Baker, werd uitgebracht in 2005. De single Laat de zon maar schijnen / Zie die ster bereikte in 2007 de eerste plaats in de Single Top 100.
Wolters werd een vaste artiest tijdens het Mega Piraten Festijn, waar hij sinds 2004 regelmatig optreedt en de bijnaam "Koning der Piraten" kreeg. Hij ontving gouden platen voor de albums Van Casablanca naar Napoli en Laat me vrij. Het album Meer dan een vriend, uitgebracht in 2008, was opgedragen aan zijn overleden manager Dick Oosting. Tijdens een uitverkocht concert in Ahoy Rotterdam in 2012 presenteerde Wolters zijn album Op volle kracht. Vier van zijn albums bereikten de eerste plaats in de Album Top 100. In 2017 vierde hij zijn 15-jarig jubileum met een stadionconcert in het GelreDome.
Het nummer Zwevend naar 't geluk werd in 2023 een populair lied tijdens uitvaarten in Nederland en behaalde hoge posities op lijsten van uitvaartmuziek.
Tijdens de viering van Koningsdag 2024 trad Wolters op in Emmen voor de koninklijke familie. Hij zong onder meer zijn nummers Eleonora en Zwevend naar 't geluk.

### Persoonlijk leven
Wolters is getrouwd en heeft twee kinderen. Na enkele jaren in Noordscheschut te hebben gewoond, keerde hij terug naar Emmen.

## Discografie

### Albums
| Album met eventuele hitnotering(en) in de Nederlandse Album Top 100 | Datum van verschijnen | Datum van binnenkomst | Hoogste positie | Aantal weken | Opmerkingen                     |
| ------------------------------------------------------------------- | --------------------- | --------------------- | --------------- | ------------ | ------------------------------- |
| Bella Bianca                                                        | 2001                  | -                     |                 |              |                                 |
| Van Casablanca naar Napoli                                          | 2002                  | -                     |                 |              |                                 |
| Met jou kan ik het leven aan                                        | 2003                  | 16-08-2003            | 16              | 7            |                                 |
| Gewoon Jannes                                                       | 2004                  | 04-09-2004            | 6               | 8            |                                 |
| Als het zonnetje schijnt                                            | 2005                  | 27-08-2005            | 1(5wk)          | 50           | Platina                         |
| Laat me vrij                                                        | 2006                  | 26-08-2006            | 1(2wk)          | 26           |                                 |
| Mijn naam is... Jannes                                              | 2007                  | 01-09-2007            | 1(1wk)          | 16           |                                 |
| Meer dan een vriend                                                 | 11-09-2008            | 20-09-2008            | 2               | 22           |                                 |
| De nieuwe van....                                                   | 31-07-2009            | 08-08-2009            | 1(1wk)          | 26           | Goud                            |
| Kerst met                                                           | 2009                  | 28-11-2009            | 52              | 6            |                                 |
| Het beste van                                                       | 2010                  | 29-05-2010            | 2               | 21           | Verzamelalbum                   |
| Lach, leef en geniet                                                | 15-07-2011            | 16-07-2011            | 2               | 17           |                                 |
| Het beste van Jannes - Het complete overzicht (cd & dvd)            | 2012                  | -                     |                 |              | Verzamelalbum / Blokker-uitgave |
| Op volle kracht                                                     | 15-06-2012            | 23-06-2012            | 1(1wk)          | 18           |                                 |
| Live in Ahoy                                                        | 2012                  | 03-11-2012            | 2               | 22           | Livealbum / Goud                |
| Wij vieren het leven                                                | 2013                  | 21-09-2013            | 1(2wk)          | 18           |                                 |
| Zoals ik ben                                                        | 03-04-2015            | 11-04-2015            | 2               | 24           |                                 |
| Onderweg naar jou (cd & dvd)                                        | 17-06-2016            | 25-06-2016            | 3               | 18           |                                 |
| Gevoel van samen zijn                                               | 2017                  | 10-06-2017            | 3               | 12           |                                 |
| Live in Gelredome 15 jaar                                           | 2017                  | 02-12-2017            | 4               | 7            |                                 |
| Liever bij jou                                                      | 05-07-2019            | 05-07-2019            | 1               | 7            |                                 |
| Liefde is meer                                                      | 24-11-2023            | 02-12-2023            | 1               | 3            |                                 |

| Album met hitnotering(en) in de Vlaamse Ultratop 200 albums | Datum van verschijnen | Datum van binnenkomst | Hoogste positie | Aantal weken | Opmerkingen |
| ----------------------------------------------------------- | --------------------- | --------------------- | --------------- | ------------ | ----------- |
| Als het zonnetje schijnt                                    | 2005                  | 08-04-2006            | 18              | 11           |             |
| Op volle kracht                                             | 2012                  | 23-06-2012            | 136             | 5            |             |
| Wij vieren het leven                                        | 2013                  | 21-09-2013            | 95              | 5            |             |
| Zoals ik ben                                                | 2015                  | 25-04-2015            | 128             | 8            |             |
| Onderweg naar jou                                           | 2016                  | 25-06-2016            | 68              | 11           |             |
| Gevoel van samen zijn                                       | 2017                  | 10-06-2017            | 51              | 12           |             |
| Live in Gelredome 15 jaar                                   | 2017                  | 02-12-2017            | 61              | 1            |             |
| Liever bij jou                                              | 05-07-2019            | 13-07-2019            | 25              | 6            |             |
| Liefde is meer                                              | 24-11-2023            | 02-12-2023            | 47              | 1            |             |

### Singles
| Single met eventuele hitnotering(en) in de Nederlandse Top 40 | Datum van verschijnen | Datum van binnenkomst | Hoogste positie | Aantal weken | Opmerkingen                 |
| ------------------------------------------------------------- | --------------------- | --------------------- | --------------- | ------------ | --------------------------- |
| Een beetje meer                                               | 2005                  | 06-08-2005            | 14              | 7            | Nr. 3 in de Single Top 100  |
| Laat me vrij                                                  | 2006                  | 21-10-2006            | tip12           | -            | Nr. 13 in de Single Top 100 |
| Laat de zon maar schijnen / Zie die ster                      | 2007                  | 21-07-2007            | 7               | 6            | Nr. 1 in de Single Top 100  |
| Ga dan                                                        | 2008                  | 26-07-2008            | 27              | 4            | Nr. 2 in de Single Top 100  |
| Als jij maar bij me bent                                      | 2008                  | 01-11-2008            | tip6            | -            | Nr. 16 in de Single Top 100 |

| Single met hitnotering(en) in de Vlaamse Ultratop 50 | Datum van verschijnen | Datum van binnenkomst | Hoogste positie | Aantal weken | Opmerkingen |
| ---------------------------------------------------- | --------------------- | --------------------- | --------------- | ------------ | ----------- |
| Een beetje meer                                      | 2005                  | 25-03-2006            | 36              | 3            |             |
| 'n Grammetje geluk                                   | 2016                  | 25-06-2016            | tip             | -            |             |
| Kom drink 't laatste glas met mij                    | 2016                  | 29-10-2016            | tip             | -            |             |

### Dvd's
| Dvd's met hitnoteringen in de Nederlandse Music Top 30   | Datum van verschijnen | Datum van binnenkomst | Hoogste positie | Aantal weken | Opmerkingen     |
| -------------------------------------------------------- | --------------------- | --------------------- | --------------- | ------------ | --------------- |
| Alles of niets                                           | 2005                  | 03-09-2005            | 9               | 19           |                 |
| Door de jaren heen - Het complete overzicht              | 2011                  | 10-12-2011            | 3               | 28           |                 |
| Het Beste van Jannes - Het complete overzicht (cd & dvd) | 2012                  | -                     |                 |              | Blokker-uitgave |
| Live in Ahoy                                             | 2012                  | 03-11-2012            | 1(1wk)          | 25           | Goud            |
| Onderweg naar jou (cd & dvd)                             | 17-06-2016            |                       |                 |              |                 |
| Live in Gelredome 15 jaar                                | 24-11-2017            |                       |                 |              |                 |

## Televisie
Series
| Jaar | Titel                   | Rol                  |
| ---- | ----------------------- | -------------------- |
| 2015 | Het Sinterklaasjournaal | Fietsenmaker Bergman |

## Concerten
| Datum               | Productie                                    |
| ------------------- | -------------------------------------------- |
| 2004-heden          | Mega Piraten Festijn                         |
| 8 september 2012    | Jannes - Live in Ahoy                        |
| 7 oktober 2017      | Jannes in GelreDome - 15 jaar Fans & Friends |
| 29 mei 2025         | Jannes - Live @ Droadpop Haarle              |
| 9 & 10 Oktober 2025 | 25 Jaar Jannes Live in Ahoy                  |